# 102 dalmatyńczyki

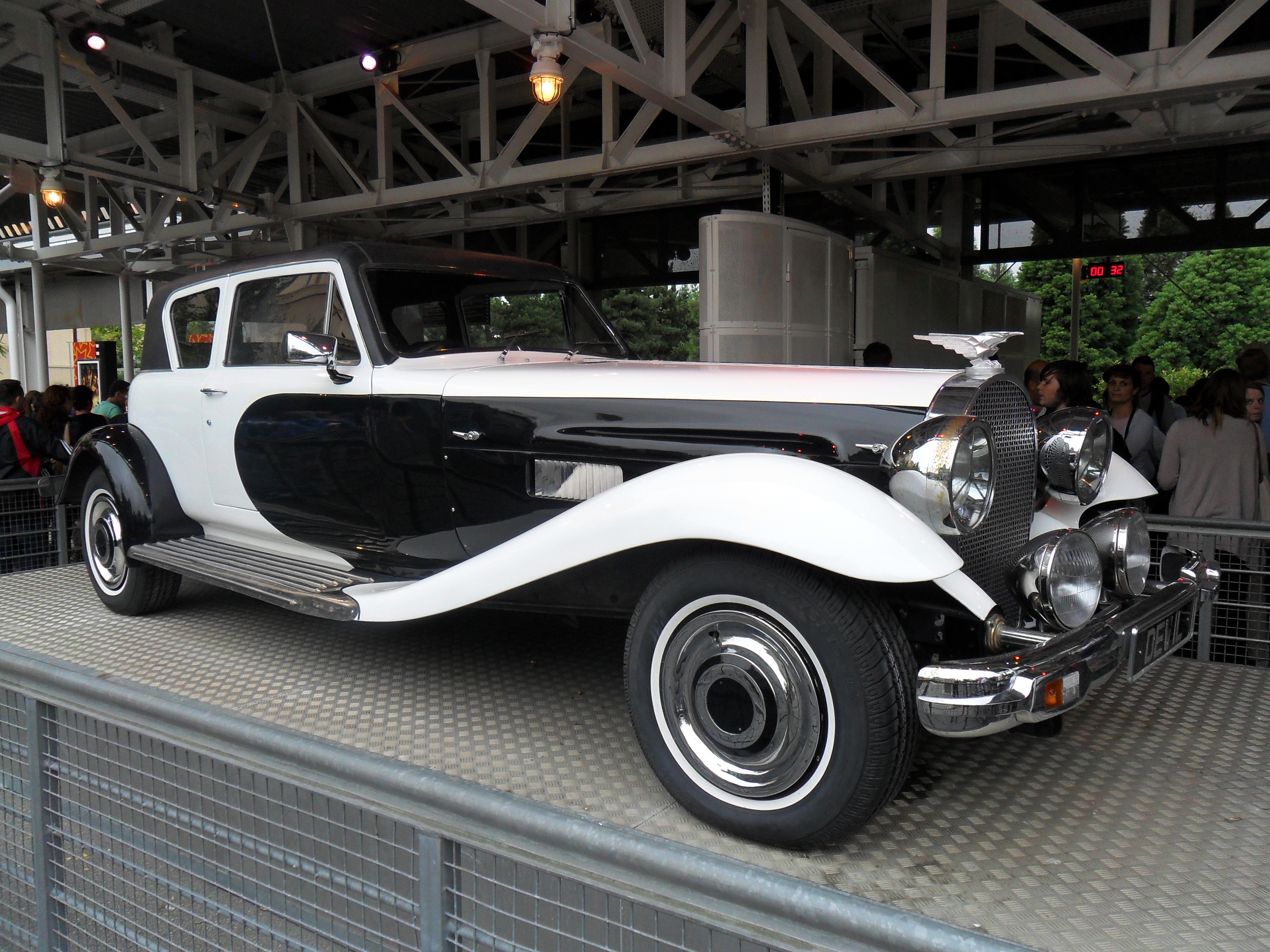
Samochód Cruelli

102 dalmatyńczyki (ang. 102 Dalmatians) – amerykański film familijno-komediowy z 2000 roku w reżyserii Kevina Limy. Sequel filmu 101 dalmatyńczyków (1996) będącego aktorskim remake’iem filmu animowanego z 1961 roku o tym samym tytule, które oba są na podst. powieści 101 dalmatyńczyków Dodie Smith.
Film otrzymał w większości negatywne recenzje; serwis Rotten Tomatoes przyznał mu wynik 31%.

## Fabuła
Trzy lata po spędzeniu w więzieniu Cruelli de Mon zostaje zawieszona kara za dobre sprawowanie. Zostaje ostrzeżona, że jeśli złamie warunki zwolnienia warunkowego, zostanie natychmiast odesłana z powrotem do więzienia, a także reszta jej majątku, około ośmiu milionów funtów, zostanie skonfiskowana i przeznaczona na schroniska dla psów w Westminster. Cruella po poddaniu się terapii zmieniającej osobowość opatentowanej przez doktora Pawłowa przestaje pożądać futer i staje się zagorzałą miłośniczką zwierząt. Jej kuratorką sądową zostaje Chloe Simon, będącą właścicielką psa Czubka będącego jednym ze 99 szczeniąt dalmatyńczyków, które Cruella chciała oskórować na futro. 
Cruella kupuje podupadające schronisko dla zwierząt, którego kierownikiem jest dobroduszny, choć nieco naiwny Kevin Shepherd, a spragnione sensacji media kreują ją na bohaterkę. Chloe sceptycznie nastawiona odwiedza schronisko, gdzie zaprzyjaźnia się z Kevinem. Ku swemu niedowierzaniu widzi jak Cruella faktycznie się zmienia na lepsze. Tymczasem doktor Pawłow z przerażeniem odkrywa, że głośny dźwięk pobudza fale mózgowe przywracające dawną osobowość jego pacjentów. Czubek wraz z dalmatynką Dottie doczekuje się trzech szczeniąt – Czubusia, Domino i Albi cierpiącej na albinizm. Będąca w biurze Chloe szczenięta nieomal wypadają przez okno, a kiedy Chloe ją ratuje, bijący Big Ben sprawia że Cruella wraca do dawnego charakteru. Rozpoznaje także Czubka i znów pragnie mieć nakrapiane futro, tym wymagające uszycia ze skór 102 dalmatyńczyków.
Cruella do roli kuśnierza zatrudnia francuskiego dyktatora mody Jeana Pierre’a Le Pelta. W ramach zemsty za nieudaną próbę oskórowania dalmatyńczyków, zamierza uszyć kaptur ze szczeniąt Czubka. Tymczasem Chloe i Kevin spotykają się i zaczynają mieć ku sobie. W międzyczasie służący Cruelli – Alonzo porywa wszędzie szczenięta dalmatyńczyków. Wykorzystując fakt, że schronisko Kevina jest jedynym w Westminster, Cruella wrabia go w kradzież dalmatyńczyków. Prócz motywu na jego niekorzyść wpływa fakt, że miał wyroki za kradzież psów. Wolna od podejrzeń Cruella zaprasza Chloe na przyjęcie w jej posiadłości, a w tym samym czasie Le Pelt wykrada szczenięta Czubka i Dottie. Albi przed porwaniem udaje przekazać wiadomość szczekaniem o zmierzchu londyńskim szczeniętom.
Grzywacz chiński Cruelli – Puszek pokazuje Chloe, gdzie trzyma projekt futra z dalmatyńczyków. Cruella więzi Chloe, którą uwalnia Puszek. Kevinowi udaje się uciec z aresztu z pomocą mówiącej ary Gaduły myślącej, że jest psem. W obrabowanym mieszkaniu Kevin wyznaje Chloe, iż porwane w przeszłości przez niego psy były wykorzystywane do eksperymentów medycznych. Jego psy znajdują zgubiony bilet Le Pelta do Paryża. Niestety Cruella i Le Pelt w ostatniej chwili odjeżdżają Venice Simplon-Orient-Express. Jedynie Albi udaje się zbiec i z pomocą Gaduły, który nauczył się latać, trafia do pociągu. Chloe i Kevin docierają następnym pociągiem do Paryża i wspólnie ze zwierzętami znajdują tajną fabrykę Le Pelta, gdzie przetrzymywane są duże ilości szczeniąt dalmatyńczyków.
Szczeniętom udaje się uwolnić, lecz podążą za nimi Cruella. Alonzo mając dość pomiatania przez innych pokonuje Le Pelta w walce, a potem uwalnia Chloe i Kevina. Cruella dociera do szczeniąt w piekarni, ale dzięki Albi zostaje pokonana kończąc w wielkim upieczonym cieście. Cruella i Le Pelt lądują w więzieniu, a jej fortuna zgodnie z postanowieniem sądu trafia do schroniska Kevina. Wszyscy też świętują pojawienie się łatek na ciele Albi.

## Obsada
| Rola | Aktor            | Polski dubbing        |
| --- | ---------------- | --------------------- |
| Cruella de Mon | Glenn Close      | Maria Pakulnis        |
| Kevin Shepherd | Ioan Gruffudd    | Krzysztof Banaszyk    |
| Chloe Simon | Alice Evans      | Agnieszka Warchulska  |
| Alonzo | Tim McInnerny    | Wojciech Machnicki    |
| pan Torte | Ian Richardson   | Andrzej Tomecki       |
| Jean Pierre Le Pelt | Gérard Depardieu | Sławomir Orzechowski  |
| Ewan | Ben Crompton     | Leszek Zduń           |
| Agnes Wilford | Carol MacReady   | Marzena Trybała       |
| det. Armstrong | Jim Carter       | Mariusz Leszczyński   |
| pan Button | Ron Cook         | Jacek Jarosz          |
| dr Pawłow | David Horovitch  | Andrzej Piszczatowski |
| sędzia | Timothy West     | Bohdan Ejmont         |
| Gaduła | Eric Idle (głos) | Wojciech Paszkowski   |
| Opracowanie wersji polskiej: Start International Polska Reżyseria: Joanna Wizmur Dialogi: Elżbieta Łopatniukowa Dźwięk i montaż: Janusz Tokarzewski Montaż: Gabriela Turant-Wiśniewska Kierownictwo produkcji: Elżbieta Araszkiewicz Koordynacja produkcji: Magdalena Sołtyńska Opieka artystyczna: Michał Wojnarowski |                  |                       |

## Kontynuacje
W maju 2021 roku Glenn Close ujawniła, że pracując nad Cruellą jako producent wykonawczy, napisała scenariusz będącą kontynuacją filmów, w których ponownie wcieli się w rolę Cruelli de Mon. Fabuła działaby się w Nowym Jorku, a także czerpałaby inspirację z Ojca chrzestnego II (1974).